# Ormvin

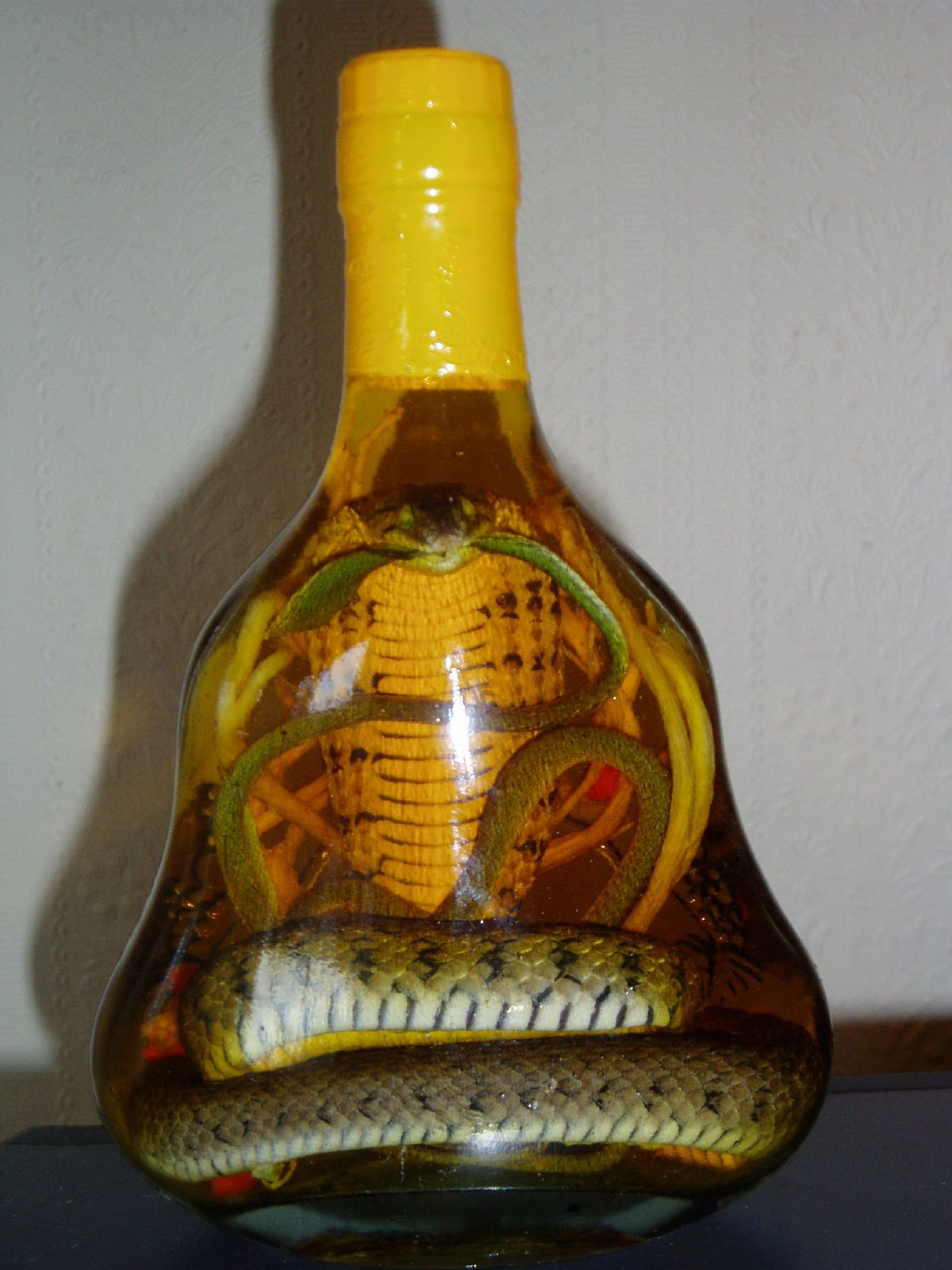
Ormvin

Ormvin (蛇酒 på Kinesiska) är en alkoholhaltig dryck som produceras genom att lägga i en hel orm i risvin eller alkohol gjord av korn. 
Drycken antecknades först att ha konsumerats i Kina under den västra Zhoudynastin (1045 - 771 f.Kr) och anses vara ett viktigt läkemedel. Drycken troddes kunna blåsa nytt liv i en person enligt traditionell kinesisk medicin. Drycken säljs och produceras i Kina, Vietnam och i stora delar av Sydostasien.
Ormarna som används till vinet ska helst vara giftiga, de är inte vanligtvis förpackade för sitt kött utan för att få deras “väsen” och ormgift löst i vätskan. Ormgiftet blir ofarligt eftersom etanolen denaturerar giftet.

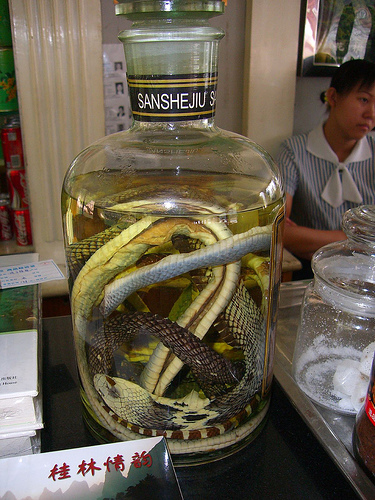
Ormvin i flaska

## Varianter
Vanligaste variationerna av ormvin är:
- Genomsyrad: En stor giftorm placeras i en glasburk med risvin, ibland med mindre ormar och medicinväxter och lämnas för att stå i flera månader. Man dricker vinet ur snapsglas eller små koppar.

- Blandad: Kroppsvätskorna från ormen blandas till vin och konsumeras direkt i dricksglaset. Ormblodsvinet framställs genom en skärning längst ormens mage vilket tömmer den på blod direkt i dricksglaset som är fyllt med risvin eller alkohol. Ormgallavin framställs genom en liknande metod med hjälp av innehållet i gallblåsan.

## Användning
Ormvin är också känt som en naturlig medicin som användes för att bota ryggont, reumatism, ryggskott och andra hälsotillstånd. Den här risbaserade spriten anses också vara en stark naturlig afrodisiakum.